# Arriva Cristina/Riuscirai
Arriva Cristina/Riuscirai  è il quarantanovesimo singolo discografico di Cristina D'Avena, pubblicato nel 1988.
Il brano era la sigla della serie televisiva omonima, scritto da Alessandra Valeri Manera su musica e arrangiamento di Carmelo Carucci. Il coro dei Piccoli Cantori di Milano, con Moreno Ferrara, Ricky Belloni e Silvio Pozzoli, incoraggiano la D'Avena cantando la parola Cristina, prima delle strofe e dopo il ritornello.
Riuscirai è il lato B del disco, brano ispirato alla serie scritto dagli stessi autori, contenuto nell'LP monografico omonimo. Il 45 giri toccò la quattordicesima posizione dei singoli più venduti . 

## Edizioni
Entrambi i brani sono stati inseriti nella compilation Fivelandia 6 - Le più belle sigle originali dei tuoi amici in TV e in numerose raccolte.

## Tracce
Lato A
1. Arriva Cristina – 3:02 (Alessandra Valeri Manera-Carmelo Carucci)

Durata totale: 3:02
Lato B
1. Riuscirai – 3:24 (Alessandra Valeri Manera-Carmelo Carucci)

Durata totale: 3:24